# Чаталхьоюк
Чаталхьоюк (на турски: Çatalhöyük, от думите çatal – вилица и höyük – могила, хълм) е селищна могила в южната част на Анадола, на територията на днешна Турция.
Под нея е открито голямо праисторическо селище, датиращо от новокаменната и каменно-медната епоха. Датирано е към 7500 – 5700 г. пр. Хр. Това е най-голямото и най-добре запазено неолитно селище, открито дотогава. Включено е в списъка на ЮНЕСКО за Световно културно наследство през 2012 г.
Чаталхьоюк е разположен над пшеничените полета на Конийската низина, югоизточно от днешния град Кония (древният Икониум) в Турция, на около 140 km от двукратерния вулкан Хасанда. Източното селище формира хълм, висок около 20 m над низината по време на най-късното заселване в новокаменната епоха. При могилата също така има и още едно селищно хълмче на изток и малко византийско селище на няколкостотин метра на изток. Праисторическата селищна могила е изоставени преди началото на бронзовата епоха. Река Чаршамба тече между двата хълма, така че къщите са построени върху наносна глина, която може би е била важна за земеделието по това време.
През различните периоди селището е наброявало между 5000 до 8000 жители. Археолозите не откриват следи от големи различия в общественото положение и имуществото им. Смята се, че жените и мъжете били равнопоставени. Помещенията със стенописи служели за религиозни обреди или за съвещания на родовите първенци. Най-почитана била Богинята Майка – покровителка на растителния, животинския и човешкия свят. Мъжкото божество било почитано в образа на бик.
Около 6500 г. пр. Хр. Чаталхьоюк бележи своя пик в гъстотата на населението – между 5000 и 10 000 души обитават постройки в рамките на селището. След тази дата, поради неясни причини много жители напускат селището и започват да основават нови по-малки селища. Чаталхьоюк все още се обитава, но от по-малко на брой хора, които вече са скотовъдци и вероятно са изоставили до голяма степен лова на диви животни. Забелязва се също така и отмиране на старите погребални ритуали (под подовете на помещенията) и богатото декориране със стенописи.

## Археологическо проучване
Селището е открито от Джеймс Меларт през 1958 г. Той е и ръководител на първите археологически разкопки продължили четири сезона от 1961 г. до 1965 г. Резултатите от първите разкопки доказват, че в този праисторически период Анатолия е била център на развита човешка култура. Открити са 18 културни пласта, богати на находки и структури изградени от човешка ръка. Най-старият културен пласт датира от 7100 г. пр. Хр., а най-късният от 5600 г. пр. Хр.
В средата на 1960-те Меларт е уличен в иманярство от турските власти по време на Аферата Дорак, когато той публикува скици на златни артефакти датиращи от Бронзовата епоха, които впоследствие изчезват. Така се стига до издаване на забрана за достъпа му до Турция и разкопките на Чаталхьоюк са прекратени. Едва през 1993 г. археологическото изследване на обекта е възобновено под ръководството на проф. Йън Ходър.
Новият екип предприема мащабни и много амбициозни разкопки на обекта. Ходър използва случая, за да тества методите на тогава противоречива теория за пост-процесуалната археология, в реални полеви условия. Наред с традиционните археологически методи на изследване, нови тълкувания на находките и обекта. Поставен е силен изследователски акцент върху използването на цифрови технологии, в услуга на експериментало-рефлексивна методологична рамка на проекта. Спонсори и сътрудници в новото проучване са Япи Креди, Боинг, Университета на Йорк, Университета Селчук, Британски институт в Анкара, Университета на Кардиф, Станфордския университет, Турската културна фондация и Университета в Бъфало.
Размерът на Чаталхьоюк в различни източници варира от 32 декара (12,96 хектара) и 13,5 хектара до 20 хектара. Това предполага, че селището е с огромен размер, като едва 5% от цялата територия на обекта е проучена.

## Датиране
Различни източници свидетелстват различни датировки на праисторическото селище. Културните пластове, които са били проучени от Джеймс Мелаарт, са датирани към 6250 г. пр. Хр. д. до 5400 г. пр. Хр. Йън Ходър посочва, че селището е съществувало 1400 години (между 7000 г. пр. Хр. и 6000 г. пр. Хр.), според проучванията на 18 културни пласта. Според последните данни от радиовъглеродното датиране, праисторическото селище е съществувало от 7400 г. пр. Хр. до 5600 г. пр. Хр.

## Културни особености

### Жилищно пространство и архитектура
Праисторическото селище е съставено изцяло от жилища, без да се наблюдава използване на обществени сгради. В някои от по-просторните помещения се наблюдават богато декорирани със стенописи стени, като предназначението на тези сгради и помещения остава неясно. Те са наречени от Джеймс Мелаарт условно „Светилища“ и така са публикувани за пръв път в неговите първи научни изследвания за обекта през 1960-те години.
Къщите са изградени предимно от глина (кирпич), с изключение на покрива, където са монтирани носещи дървени греди. Археолозите смятат, че животът на една къща е бил около 70 години. Всяка година е било необходимо да се заздравява градежа с добавяне на нов слой глина. Покривът и стените са обмазани и полирани с бяла мазилка. Отворите на тавана са единствен източник на вентилация, позволявайки на дима от отворените огнища и фурните да излиза от къщите. Входът на повечето е през квадратен отвор в тавана свързан със стълба или странични врати на къщите. Къщите са обмазани с бяла мазилка, а интериорът им включва стръмна стълба, поставена над огнището или фурната – обикновено изградени при южната стена на помещението. В основните помещения са изграждани задигнати платформи, които може би са били използвани в редица домашни дейности. Типичните къщи се състоят от две помещения за ежедневна дейност – едно като кухня и друго като занаятчийска работилница. Всички вътрешни стени и платформи са гладко измазани. Допълнителни помещения са използвани за складове, като достъп до тях се е осъществявал през ниски отвори от основните помещения. Общият размер на една къща от селището е средно 23 м², но размерите варират в дадени случаи от 11 до 48 м². Стените на големите къщи са богато украсени със стенописи. Къщите са едноетажни. В големите стаи, освен фурната и огнището, са разположени пейки, ниски платформи и контейнери за съхранение на храна. Всяка сграда служи за дом на 5 до 10 души, но няма нито една къща, в която да са налични повече от 8 легла.
Населението на селището в своя максимум е възлизало на около 10 000 души, но тази цифра се е променяла в течение на историята на общността. Приблизително населението на селището е наброявало между 5000 и 7000 жители. Обиталищата са изградени в групи – няколко сгради са свързани по между им. Домакинствата са можели да разчитат на взаимопомощ, като се предполага, че групите обиталища може да се ползвани от цели родове. Къщите са били изградени от кирпич, разположени близо една до друга и обвързани в сложна структура. Между жилищата не са изграждани улици или пътеки, защото къщите са обединени в структура напомняща пчелен кошер. Покривите ефективно са ползвани като улици. 
Във всички стаи е поддържани чистота. Археолозите са идентифицирали много малко отпадъци от домакинството в сградите. Депа за боклук са открити извън селището със съдържание на отпадъци от храна, както и значителни количества пепел от горяла дървесина, тръстика и животинска тор. Предполага се, че при хубаво време покривите са били използвани за ежедневните дейности, като покривът е действал като своеобразен площад. В по-късни периоди изглежда, че на тези покриви са изградени големи комунални фурни. С течение на времето много от сградите са били подновявани, като частично сградата е събаряна и нова структура е била изграждана върху основа от развалини, така постепенно е изградена могилата, върху която е построено селището. Разкрити са осемнадесет строителни хоризонта.

### Погребални практики
През първите четири сезона на археологическото проучване (1961 – 1965 г.) ръководено от Джеймс Мелаарт под платформите в жилищата и помещенията наречени условно „светилища“, както и в някои други части по подовете на къщите са открити скелетни останки от 480 индивида. Според Мелаарт е практикувано вторичното погребване, вероятно като част от сложен ритуал. Разкрити са погребения на череп с част от тъкан, както и следи от червена охра по кости, нанесена след разлагането на плътта. Индивидуалните погребения са изключение. В т.нар. „светилища“ повечето погребения са на жени, при които се наблюдава по-богат гробен инвентар. Предполага се, че в тези помещения са погребвани жрици и жреци. Гробните дарове включват скъпоценни и полускъпоценни камъни, оръжия, тъкани, дървени съдове и др. Телата на починалите са били внимателно обвити и често поставени в плетени кошници или завити в тръстикови рогозки. Тъй като частите от много скелети често са в извънанатомичен ред, се смята, че преди погребението телата са били изложени на открито дълго време (практикувана е т.нар. „екскарнация“), след което са били погребвани само костите. Понякога черепите са намирани отделени от тялото – вероятно използвани в определен ритуал, тъй като са намирани на други места в селището.
Находките от Чаталхьоюк дават данни за практикуваните през епохата на Неолита в Анатолия погребални обреди. От научен интерес е полихромният стенопис от северната стена на Светилище VI.B.1. Изображението заема най-долната част на стената и е с размери 1 х 0.71 m. То изобразява човешки черепи разположени под архитектурна фасада – пресъздадени графично са четири двускатни покрива разделени със стълбове. Използвана е червена и бяла боя, с която е нанесено изображението върху бежова повърхност. Мелаарт тълкува този стенопис като погребални сгради – костници, изградени от плет или тръстика, в които са полагани мъртвите за първата фаза на погребалния обред – т.нар. „ескарнация“. Мелаарт смята, че кръстовете, които са изобразени на върховете на покривите, вероятно са стилизирано изображение на кръстосани снопи тръстика, като дава за пример съвременни тръстикови колиби от района на езерото Ебер, разположено на северозапад от Коня. Свързани по смисъл с този стенопис са няколко изображения от Светилища от нива VII и VIII. Те илюстрират първата фаза от погребалния обред в Чаталхьоюк и представляват изображения на лешояди, които нападат човешки тела. По-ранно е изображението от Светилище VIII.8, на което две големи черни птици нападат дребен човек, който се опитва да прогони хищните птици „размахвайки“ прашка, за да пропъди лешоядите от обезглавена фигура на труп, изобразена в легнало положение от дясната му страна. В дясната си ръка човекът държи продълговат предмет, вероятно палица. Друга подобна сцена е изображението на стенопис от Светилище VII.21, където е изобразена напълно запазена сцена изобразяваща два лешояда над обезглавена човешка фигура. Мелаарт обръща внимание на краката на птиците, които са човешки, което го кара да интерпретира сцената като изобразяваща обред, в който хора са били костюмирани като птици. Лешоядите, очевидно са играли съществена роля в процеса на ескарнация и са заемали определено място в митологичните представи на древното земеделско общество населявало Чаталхьоюк.
Друг често дискутиран стенопис в научната литература е сцената изобразена на южната стена в Светилище V.1 на която са изобразени дългокраки птици, обърнати една към друга, а до тях фигура на бозайник, вероятно козел. Вляво от тях е изобразен коленичил мъж с протегнати встрани ръце, с буйна коса, но липсващо лице. Срещу него са изобразени други двама мъже, единият от които носи кошница, а зад тях е изобразена фигура на вероятно раждаща жена, а под всички тях лежаща фигура на мъж. Всички са изобразени голи. Мелаарт интерпретира едрата фигура като принадлежаща на мъжко божество, към което се приближават поклонници, които крият лицата си в негово присъствие и принасящи дарове в кошници.
Повечето мъртви са били увивани в рогозки, кожа или платно, както и поставяни в кошници.
В женските гробове се наблюдава наличието на прешлени за вретено и лични бижута, докато за мъжките погребения са характерни – каменните боздугани. Огледала от обсидиан, костени куки за колан, кремъчни ками и каменни съдове с чучур са открити само в помещенията условно наричани „светилища“. Повечето гробове са колективни. Само един един от гробовете е открит извън жилищата, където е погребан млад индивид, който е починал от тежка болест както свидетелства физикоантропологичният анализ. Някои черепи са открити обмазани и боядисани с охра, за да пресъздадат лица – практика по-характерна за неолитните селища в Сирия и селището при Йерихон, отколкото за региона на Чаталхьоюк.
- Галерия
- Разкопки в южната част на обекта
- Едни от най-ранно датираните фрагменти – вероятно от тръстикова рогозка, с която е било увито тяло на мъртвец. Рогозката е била овъглена. Радиовъглеродното датиране показва, че датира от 6000 хил пр. Хр.[27]
- Изображения на божества
- Бичи глави (буркании) от Чаталхьоюк експонирани в Музея на Анатолийските цивилизации в Анкара
- Глави на турове
- Статуетка на Великата Богиня-майка експонирана в Музея на Анатолийските цивилизации в Анкара
- Богинята близнак – мраморна статуетка датирана в 6000 – 5500 г. пр. Хр.
- Теракотени печати
- Огледала от обсидиан

## Находки
Чаталхьоюк е известен като един от първите археологически обекти, при които се наблюдават множество стенописи с различни сюжети нанесени върху стените на жилищни сгради. Другият археологически обект, където са открити по-ранни стенописи, е Джал ал Мухара (Сирия), датирани в IX хил. пр. Хр.
Някои от стенописите изобразяват геометрични шарки, ловни сцени, където мъжки фигури с изразени фалоси ловуват бизони или елени. По средата на друг стенопис е изобразен вероятно двуглавият връх на изчезналия вулкан Хасандаг по време на изригване, наблюдавано от Чатал-Хюк. Този стенопис се счита за първия пример за пейзажна живопис и картографиране в човешката история, въпреки че други изследователи виждат в нея само геометричен орнамент..
Друг стенопис показва човек, облечен в леопардова кожа, който работи (или танцува), докато държи извит предмет – може би лък. Представени са релефи, изобразяващи големи котки (най-вероятно леопарди и обикновено изобразени по двойки).
По време на първите проучвания екипът на Мелаарт открива много скулптирани бичи глави, монтирани или на стени, или върху ниски платформи в жилищата; в други случаи са открити цели редове от бичи глави.
Открити са много статуетки на жени от мрамор, кафяв и син варовик, калцит, шисти, базалт, алабастър и глина. Сред най-известните находки се откроява фигурка от изпечена глина с височина 16,5 см, изобразяваща седнала много пълна жена с оръжие, чиито ръце почиват върху главите на две големи котки. Тази фигурка е упоподобена на Венера от Вилендорф. Двете котешки глави – някои учени смятат тези глави за лъвски, докато други смятат, че са леопардови. Някои интерпретации на изображението предполагат, че фигурката изобразява жена, на която предстои да роди или т.нар. „раждаща богиня“ според Мария Гимбутас. В Чаталхьоюк темата за раждането винаги е свързана със смъртта. Пластичното изображение на тази фигурка наречена Богинята-майка е сред най-комплексните от намерените на обекта.
При Чаталхьоюк може да се проследи преходът между Докерамичен неолит B и същинският Неолит. В най-старите културни пластове археолозите не откриват наличие на керамика, такава започва да се появява в по-късните пластове в интервала от 7050 г. пр. Хр. до към 6800 г. пр. Хр. почти навсякъде, в рамките на проучваната територия. Предполага се, че първоначално керамичните съдове вероятно са били използвани само за съхранение и едва по-късно (около 6500 – 6400 г. пр. Хр.), съдовете започват да се ползват за готвене.
Открити са артефакти от обсидиан, някои от които са полирани равномерно и гладко, което довежда изследователите на обекта до заключението, че са използвани като обикновени огледала, което води до презумцията, че праисторическото селище първият „производител на огледала“ познат в човешката история. Други открити предмети от обсидиан на обекта са остриета на ножове, стрели и копия.
Жителите на Чаталхьоюк са познавали и използвали и кремък: открити са два кремъчни ножа с издълбани костни дръжки. Това води до заключението, че местната общност е специализирана в минното дело и активно развива култура на производство на каменни предмети. Освен това са открити тъканни фрагменти, дървени чаши, мъниста, изработени от камък, кост, глина, както и кошници и керамзит, които се намират само в по-старите пластове (вероятно използвани в домакинството).

## Обществен живот
Археологическото проучване на обекта не намира никакви доказателства за социална стратификация в човешкото обществото на Чаталхьоюк. Всички къщи не се различават много по размер. Освен това не е открита нито една административна сграда, където да е съсредоточен център на управление или обществен площад. Много е вероятно селището да не е имало централизирано управление. Липсата на работилници предполага, че Чаталхьоюк не е бил град в истинския смисъл на думата, а по-скоро голямо селище.
Дълго време се смята, че обществото на Чаталхьоюк е матриархално. По време на последните археологически проучвания, е извършен анализ на наличието на сажди в скелетните останки на мъжете и жените погребани в селището. При използването на огнищата и фурните много от жителите на селището са вдишвали сажди, които са навлизали в белите дробове. Следи от тези части могат да се открият по ребрата на погребаните жители на селището. Ето защо е извършен е анализ на ребра от два пола, резултатите от който свидетелства, че количеството сажди при жените не се различава от количеството същите при мъжете. Жените от селището не са прекарвали повече време на закрито от мъжете. Изотопният анализ на костите не показва разлика в диетата на при двата пола. Освен това местоположението на гробовете в селището по никакъв начин не е свързано с пола. Жените и мъжете очевидно са имали един и същия обществен статус.
Ако се съди по предметите от материалната култура и изкуството, съществуват някои разлики между мъжете и жените – стенописите изобразяват предимно мъже, докато статуетките изобразяват жени.
В късните пластове са открити глинени печати. Не е ясно за какво са били предназначени – предполага се че са маркирали право на собственост върху дадени предмети. Въпреки че къщите са разположени близо една до друга, те нямат общи стени. Следователно всяко семейство е относително независимо от своите съседи и може да реновира къщата си, както пожелае.
В селището не са открити материални доказателства за военни действия или насилие. Предполага се, че въпреки че обществото обитавало селището е мирно, стените на сградите са били укрепени. Не е било възможно да се влезе в селището, ако стълбите в къщите са премахнати, тъй като не съществува друг директен вход за самото селище.
Наличието на множество скулптирани бичи глави и статуетки изобразяващи пищни жени карат изследователите да мислят, че религиозният живот на обитателите е съсредоточен върху почитането на култа към Великата Богиня-майка, като тази хипотеза напоследък се отхвърля от някои изследователи, според които значението на изобразяването на женските фигури е различно от поклонението пред Богинята майка.
Детската смъртност в селището е голяма, за което свидетелстват множеството гробове на деца. Много от детските кости намерени на обекта свидетелстват за наличието на анемия у децата, която вероятно се дължи на недохранване.
Анализ на зъби от погребенията показва, че индивиди, които не са свързани с биологично родство, са били погребвани в рамките на една и съща къща.

## Религиозни представи
Едни от най-забележителните находки от Чаталхьоюк са женските фигурки. Джеймс Мелаарт е на мнение, че тези добре оформени, внимателно скулптирани фигурки, издълбани и оформени от мрамор, син и кафяв варовик, калцит, базалт, алабастър и глина, представляват женско божество. Въпреки че съществува и мъжко божество, статуетките на женско божество далеч надхвърлят тези на мъжкото божество, което освен това изобщо не изглежда представено след Пласт VI. Тези прецизно изрязани фигурки са откривани предимно в помещения, които Мелаарт смята за сакрални. Седящата на трон Богиня фланкирана от две лъвици/леопарди е намерена в кош за зърно, което Мелаарт предполага, че може би е било средство за осигуряване на реколтата или защита на снабдяването с храна. 

## Значимост
Заради своите размери, архитектура и изкуство, Чаталхьоюк често се описва като „археологическа свръхнова“. В годините след откритието му, много учени гледат на обекта като на най-древния град в света, най-ранното селскостопанско селище и най-голямото селище на своето време. По-късно обаче е установено, че праисторическото селище при Йерихон датира от по-ранна дата, а най-старите следи от зараждащото се селско стопанство са открити в праисторическата селищна могила Абу Хурейра в Северна Сирия. В Централна Анатолия Чаталхьоюк също не е най-старият земеделски център, например в Ашиклихьоюк са открити следи от култивирани растения на възраст 8400 г. пр. Хр. Само по себе си откритието на Чаталхьоюк е доказателство, че Плодородният полумесец (Леванта и Месопотамия) не е единственият център на Неолитната революция. Преди Чаталхьоюк археолозите дори не предполагат, че Анатолия може да е била достатъчно благоприятна като климат за земеделие и да бъде от интерес за ранните земеделски общества.
В наши дни повечето изследователи са убедени, че селското стопанство е пренесено в Европа от преселници от Анадола. Някои специалисти (като Колин Ренфрю) дори предполагат, че индоевропейските езици са разпространени заедно с миграцията на първите земеделци от Анатолия и че индоевропейската родина трябва да се търси в Анатолийското плато, тоест в Чаталхьоюк и прилежащите му сателитни селища. Т.нар. „Анатолийска хипотеза“ разглежда Чаталхьоюк като прародина на населението, чийто език се е разпространил по-късно в по-голямата част от праисторическите Европа и Азия.

## Палеогенетичен анализ
В две проби (Ch51 и Ch54) от погребение (№ 6000) в помещение 327 (датирано в VII хил. пр. Хр.) са идентифицирани митохондриални хаплогрупи K1b1c и K2a11. В селището са идентифицирани митохондриални хаплогрупи N, K, K1a17, W1c, H, H + 73, X2b4, U, U3b, U5b2.

## Експониране и консервация
Археологическият обект Чаталхьоюк е отворен за туристически посещения. На място е изграден археологически музей, в който може да се видят копия на находките намерени на обекта. Информацията за праисторическото селище е достъпна на английски и турски език. Може да види и експонирана реконструкцията на къщи от селището и да посетят продължаващите разкопки на обекта. Повечето от оригиналните артефакти са експонирани в Музея на Анадолските цивилизации в Анкара.
Чаталхьоюк е посещаван от около 13 000 души всяка година.